# Ludwigsfeldei Iparművek
A Ludwigsfeldei Iparművek, rövidítve IWL (németül: Industriewerke Ludwigsfelde) német gépgyártó vállalat a brandenburgi Ludwigsfeldében. Története során többféle terméket állított elő. Kezdetben repülőgépmotorokat gyártott. A második világháború után főként robogókat készültek ott, majd az 1960-as évek közepétől a tehergépkocsik előállítása jelentette a fő profilját. Ebből az időszakból legismertebb terméke az IFA W50 tehergépkocsi volt. Az 1990-es évek elejétől a gyárban Mercedes-Benz kistehergépkocsik gyártása folyik.

## Története

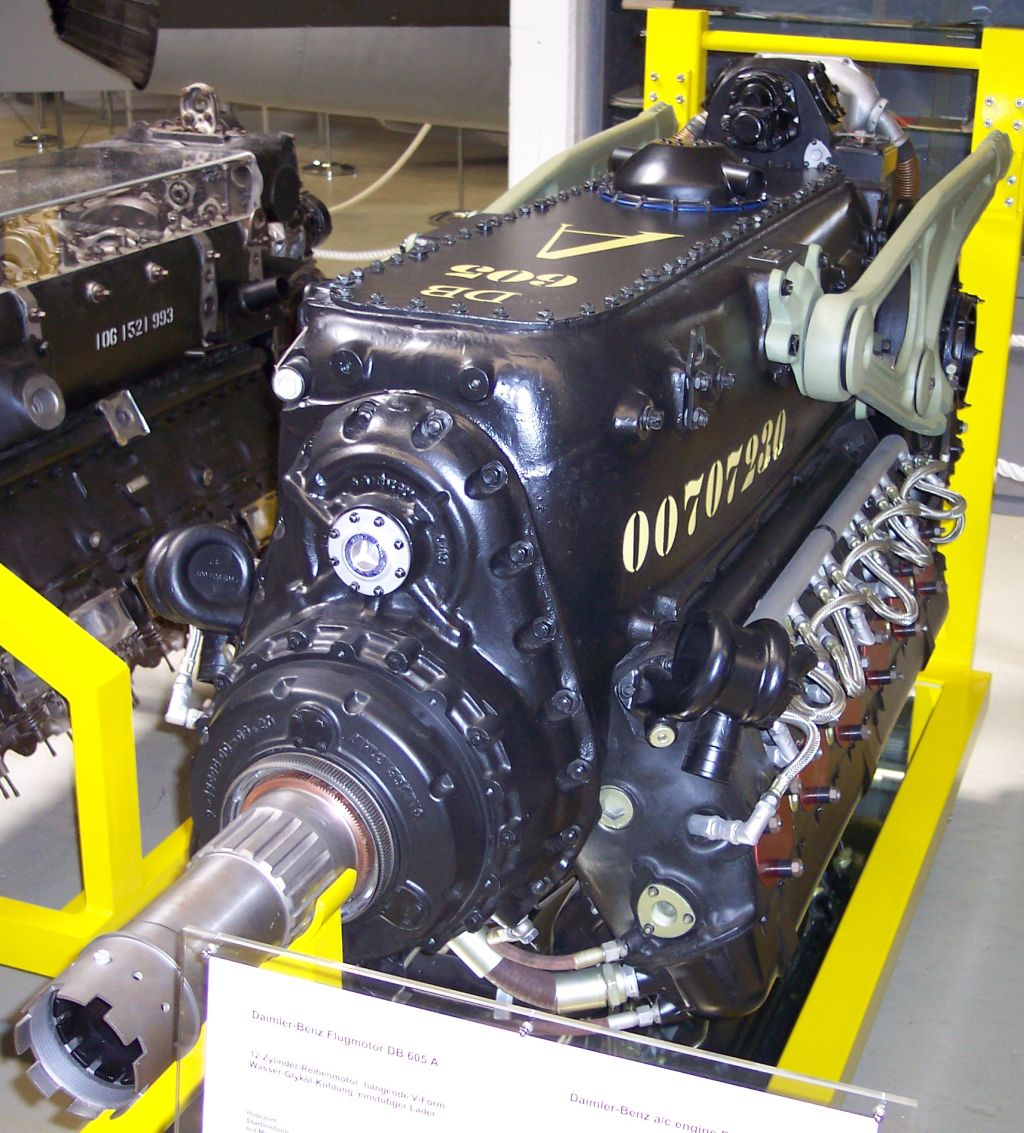
DB 605A repülőgépmotor

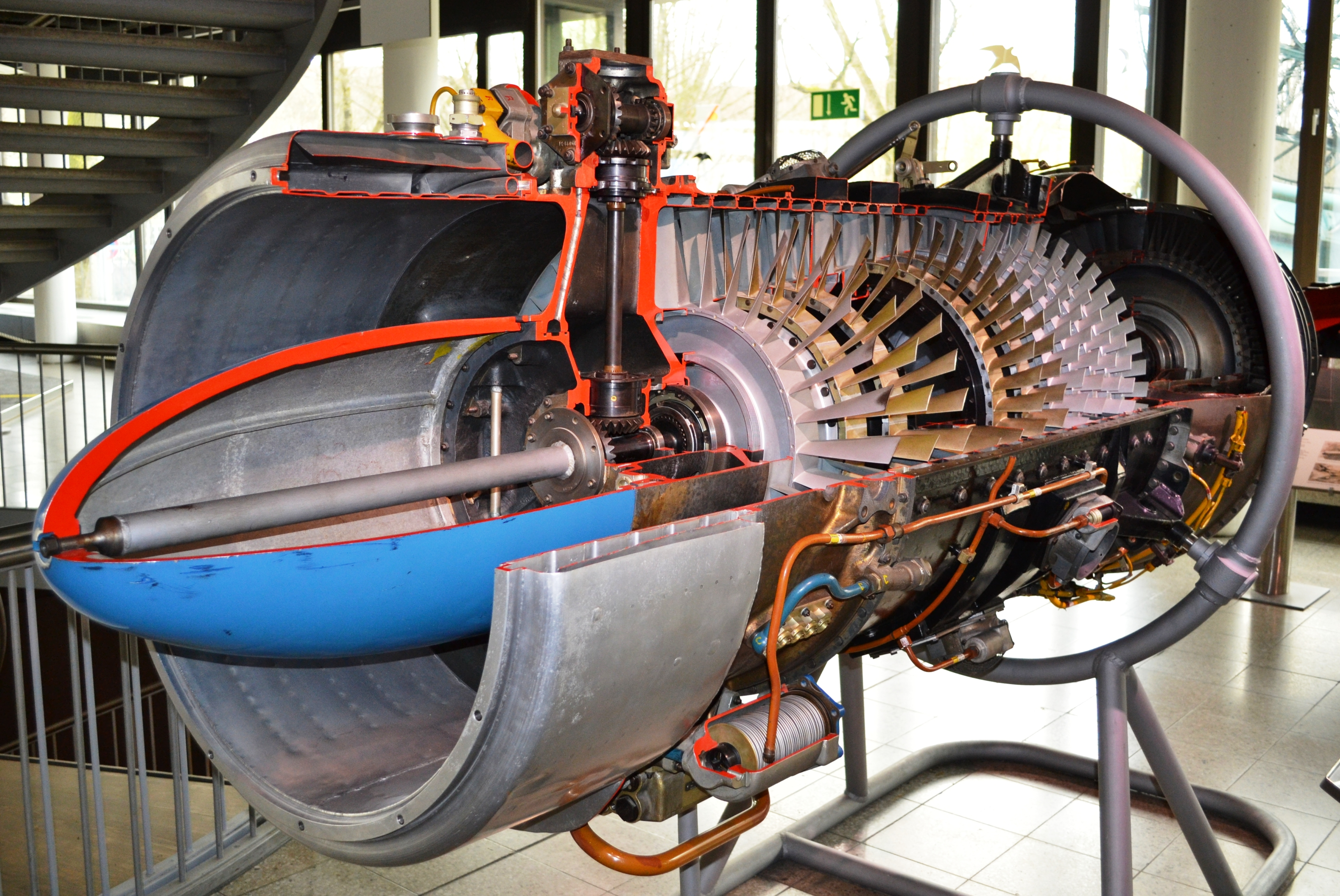
A Pirna 014 gázturbinás sugárhajtómű

### A kezdetek
A gyár elődjét 1936-ban hozták létre Daimler-Benz Motoren GmbH néven a Berlintől délre fekvő Ludwigsfeldében mint a Daimler-Benz repülőgépmotorgyártó üzeme. Először a Daimler-Benz DB 600-as repülőgépmotorjának a gyártása indult el. Később ezt újabb motorok, a DB 601, DB 603 és a DB 605 követték. A második világháború idején az üzemben hadifoglyokat és kényszermunkásokat, és a koncentrációs táborokban fogva tartottakat is foglalkoztattak. 1943-1944 között a ravensbrücki koncentrációs tábor mintegy 1100 foglya is dolgozott az üzemben. 1945 elején a gyárat amerikai bombatámadás érte.

### A második világháború utáni időszak
A háború után a gyár a szovjet megszállási övezetbe került. A szovjet megszálló erők a gyár berendezéseinek egy részét leszerelték és háborús jóvátételként elszállították a Szovjetunióba. 1949-ben létrejött a Német Demokratikus Köztársaság (NDK). Néhány évvel később, 1952. március 1-jén a repülőgépmotor-gyártó üzem alapjain létrehozták a Ludwigsfeldei Iparművek állami vállalatot (VEB Industriewerke Ludwigsfelde). A kezdeti időszakban hajó-dízelmotorokat, szerszámgépeket, mezőgazdasági gépeket és különféle gépalkatrészeket állított elő, valamint a szászországi Roßweinből ide telepítették át a Multicar M21-es kistehergépkocsi összeszerelését.
Az NDK-ban az 1950-es években kezdődött el a hazai robogók kifejlesztése, melyek gyártása 1955-ben indult el az IWL-nél. Az 1950-es évek közepétől az 1960-as évek elejéig a robogók gyártása képezte a cég fő profilját, de tovább folytatódott a motorok előállítása. Első modellje az 1955−1956 között gyártott Pitty volt, amely a Zschopaui Motorgyár (MZ) RT 125-ös motorkerékpárján alapult. A robogóhoz a háromsebességes motorblokkokat az MZ szállította. Ezt követte 1956 júniusától az SR56 Wiesel, amely az MZ 125-ös alapjain készült. Ebből a gyártás 1959. áprilisi beszüntetéséig 57 400darabot készítettek. Ezt követte a Wieselen alapuló, de osztott vezető- és utasüléses SR 59 Berlin modell. 1959-ben az MZ az RT 125/3-as motorkerékpárjához új, nagyobb teljesítményű, négysebességes váltóval szerelt motorblokk gyártását kezdte el, amelyet ettől kezdve az IWL robogóiba is beépítettek. A Berlin robogóhoz később Campi néven utánfutót készítettek. Az SR 59 gyártását 1962-ben, az utánfutó gyártását 1965-ben szüntették be. Az IWL utolsó robogómodellje az 1963-tól gyártott TR 150 Troll 1 volt, amelybe az MZ gyár EZ 150-es motorkerékpárjához gyártott 143 cm³-es motorblokkját használták.
Az NDK-ban az 1950-es évek első felében indult el egy saját gyártású utasszállító repülőgép fejlesztése. A Brunolf Baade vezetésével tervezett 152-es típusú gép sorozatgyártását a Drezdai Repülőgépgyárban tervezték elindítani, míg a géphez a Drezdához közeli Pirnában működő tervezőirodában (VEB Entwicklungbau Pirna) fejlesztett Pirna 014 gázturbinás sugárhajtómű sorozatgyártására a Ludwigsfeldei Iparműveket jelölték ki, amely 1959 májusában készítette el az első hajtóműveket. Az NDK kormányzata az 1960-as évek elején leállította a hazai repülőgépfejlesztéseket és a repülőgépipar számára a szovjet típusok licencgyártását jelölték ki feladatként, a 152-es típus gyártási programját törölték. Ennek következményeként 1961-ben Ludwigsfeldébenb is leállították a Pirna 014-es hajtómű gyártását, addig az IWL mintegy 30 darab sugárhajtóművet gyártott.
1963-ra a robogók gyártási darabszáma elérte a 240 ezret. Iparpolitikai döntés eredményeként a gyárban 1965-ben beszüntették a robogók gyártását, és teljesen új járműtípus előállítására álltak át.

### Tehergépkocsi-gyártás

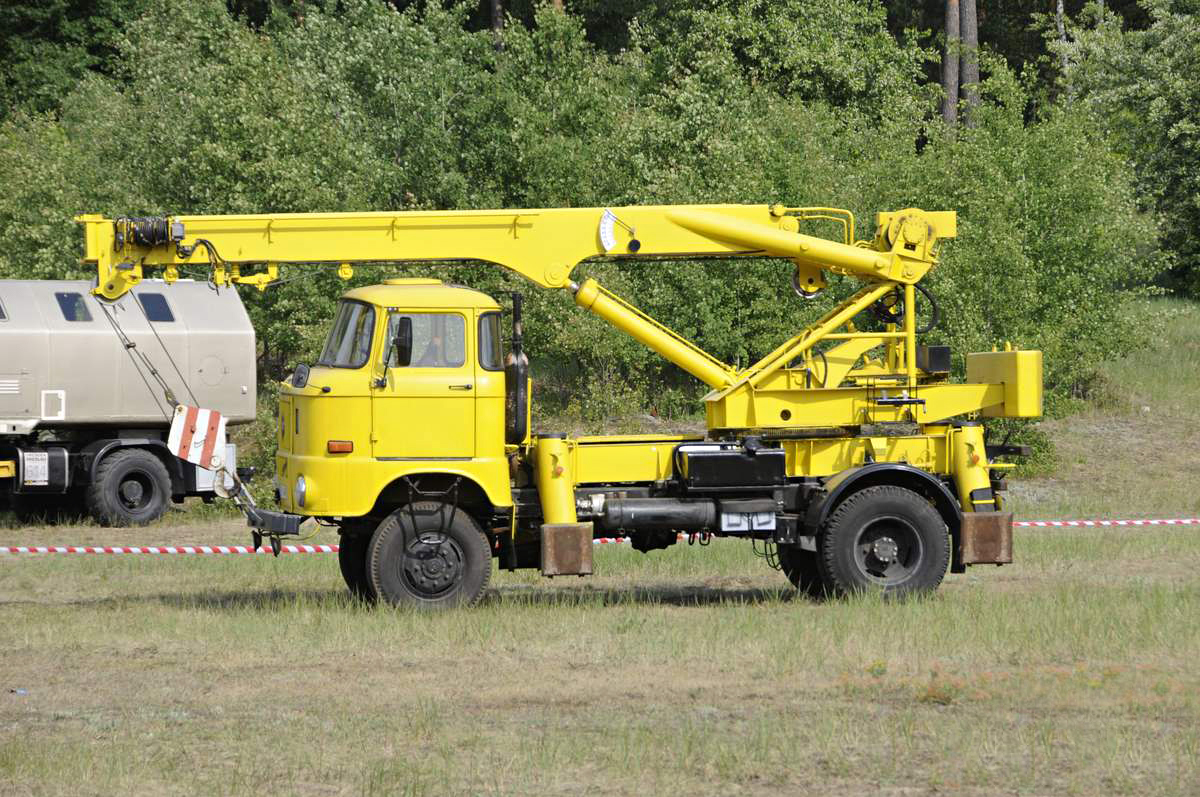
A W50L tehergépkocsi alvázán alapuló ADK 70 darus gépkocsi

1962. december 21-én az NDK Minisztertanácsa döntést hozott az IFA W50 ludwigsfeldei gyártásának a beindításáról. A döntés hátterében az állt, hogy a 152-es utasszállító programjának törlése miatt a Pirna 014 sugárhajtómű ludwigfeldei gyártása is megszűnt, így jelentős gyártókapacitás szabadult fel. A W50 tehergépkocsit eredetileg a Werdaui Vagongyárban VEB Waggonfabrik Werdau) fejlesztették ki. Erre utal a típusjelzésben a W betű, míg az 50-es szám a teherbírására (5 t) utal, decitonnában kifejezve. Az 1940-es évek végétől a Járműgyártó Iparszövetség (IFA) fő tehergépjármű-gyára a Zwickaui Autógyár (VEB Sachsenring Automobilwerke Zwickau) volt, de 1958-ban a Trabantok zwickaui gyártásának 1957-es beindítása miatt a tehergépkocsi gyártást átköltöztették Werdauba, majd végül 1965-től Ludwigsfeldébe az IWL-hez. A gyár neve IFA – Ludwigsfeldei Autógyár állami vállalat (VEB IFA-Automobilwerke Ludwigsfelde) lett.
A tehergépjárművek gyártására szolgáló üzemcsarnokok építése 1963 áprilisában kezdődött el az IWL-nél. Az új gyár teljes területe 170 hektár, míg a fő üzemcsarnok területe 130 ezer m² volt. Az IFA W50L tehergépkocsi gyártása 1965-ben indult el, az első jármű július 17-én gördült ki a gyárból. Néhány hónappal később pedig beszüntették a Troll 1 robogó gyártását. A W50L gyártása a következő évre túllépte az ötezret, 1967-ben a tízezret, majd 1973-ban meghaladta a húszezret. A W50-es gyártása az 1980-as évek közepén érte el a csúcspontját, 1985-ben és 1986-ban több mint 30 ezer készült a típusból.

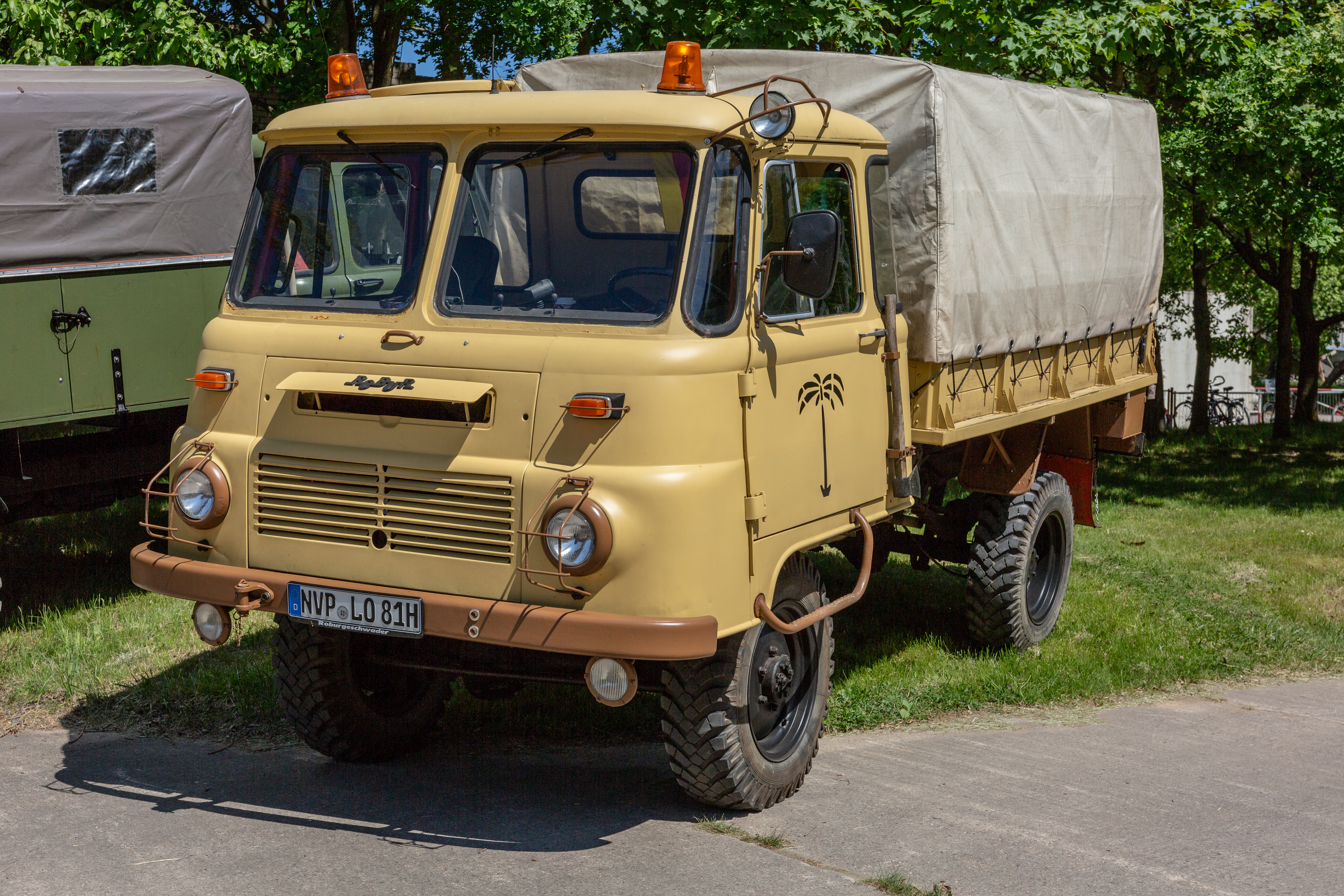
Robur LO/LD

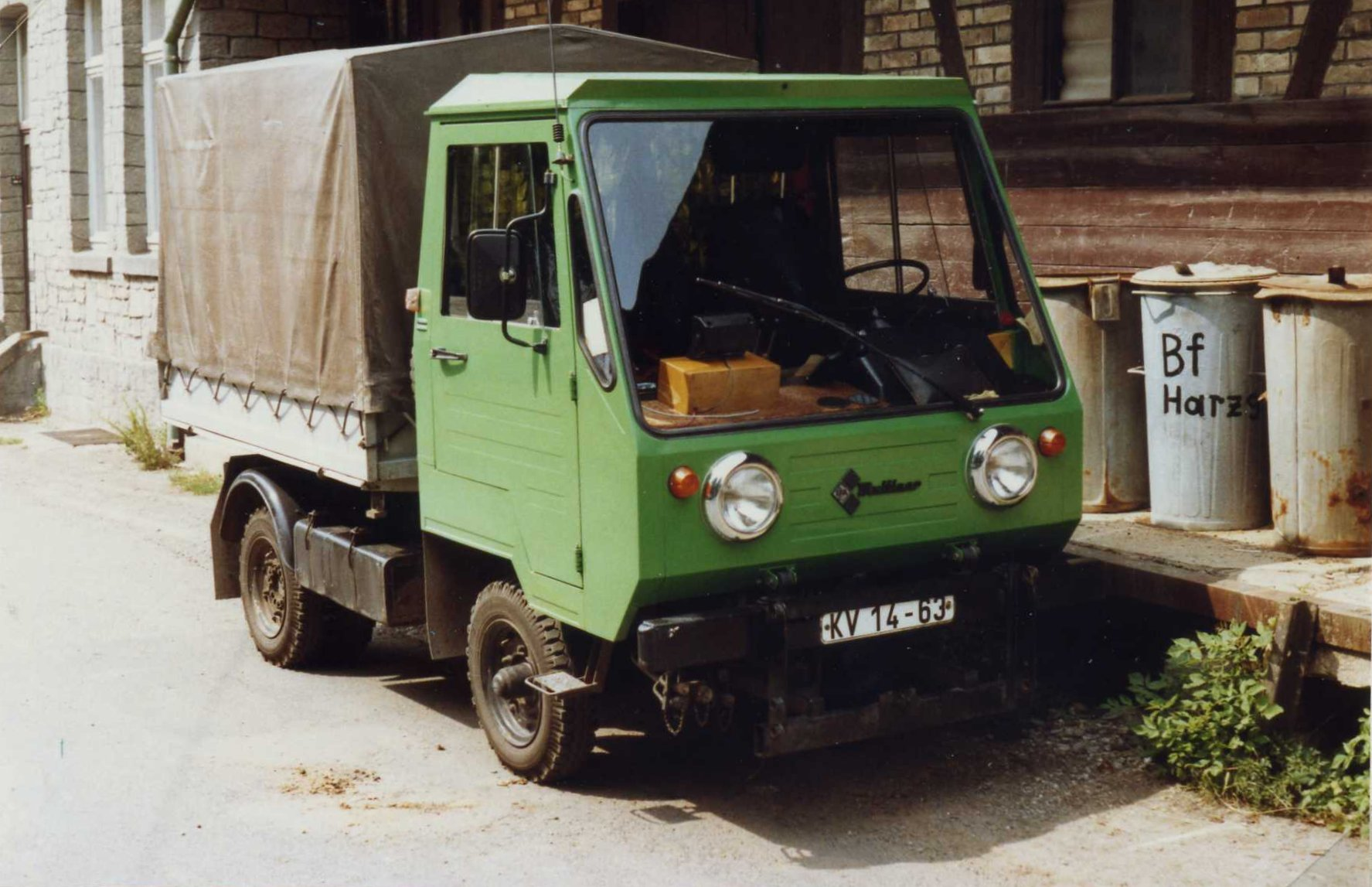
Multicar M 25

1978-ba átszervezték a Járműgyártó Iparszövetséget és kombinát-struktúrára térek át. Az IFA-t ettől kezdve három nagy (tehergépkocsikat, személygépkocsikat és motorkerékpárokat gyártó) és néhány kisebb kombinátra tagozódott. Ezek egyik a Ludwigsfeldei Haszongépjárműgyár IFA Kombinát (VEB-IFA Kombinat Nutzfahrzeuge Ludwigsfelde) lett, melynek fő gyártóbázisa az IWL volt. A kombináthoz az IWL-en kívül közel húsz más járműgyártó (pl. a Multicar, a Robur-Werke, Brandenburgi Hajtóműgyár stb.) tartozott.
A W50L modell gyártása az 1980-as évek közepén érte el a csúcspontját. 1985-ben és 1986-ban több mint 30 ezer W50L gördült le a gyártósoroktól. A tehergépkocsik jelentős részét exportálták. A külföldre eladott járművek aránya az 1970-es évek végén, az 1980-as években elérte a 80%-ot is. A W50L alapmodellen kívül gyártották a tehergépkocsi összkerék-hajtású változatát, a járműveknek többféle, speciális felépítménnyel szerelt változatát is kifejlesztették.

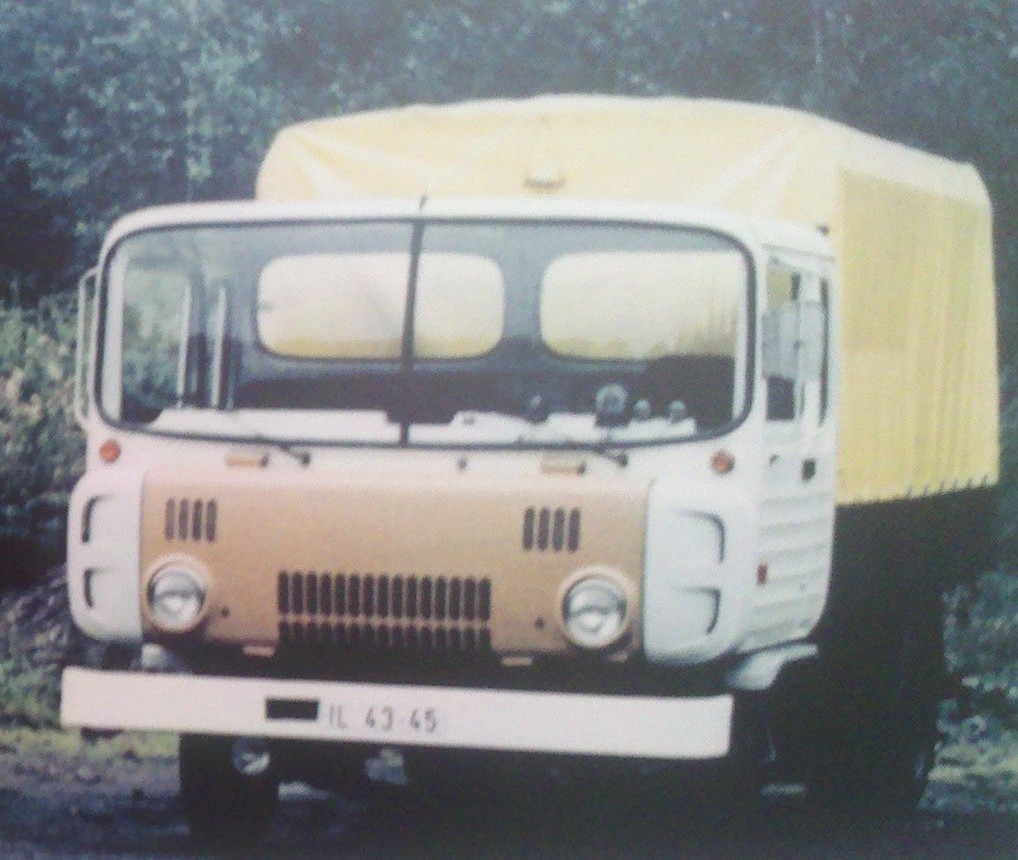
Robur prototípus, a Roburok és IFÁ-k jövőjét is ilyen „kocka-dizájnú” fülkékkel képzelték el, de már akkor hiába

Voltak tervek modernebb külsejű teherautók gyártására is, de ehhez nem voltak meg a szükséges technikai és pénzügyi feltételek. Több prototípus is készült az 1970-es évektől kezdve, de a legtöbbet leselejtezték, viszont volt olyan is, amelyik később Oroszországból került vissza Németországba, hogy aztán restaurálását követően a gyári múzeum része legyen.
1987-ben jelent meg a W50L fejlettebb verziója L60 néven, mely több műszaki fejlesztést foglalt magába, leginkább egy újabb fajta 180 lóerős motort. A leginkább platós kivitelű L60-at csak három évig gyártották a W50 mellett, 1990-ben a politikai rendszerek változása miatt mindkettő gyártásával leálltak, miután a gyártó cég is megszűnt addigi formájában. A Robur teherautók gyártása is véget ért; volt kelet-német márkaként egyedül a Multicar élte túl a rendszerváltást.

### 1990 után

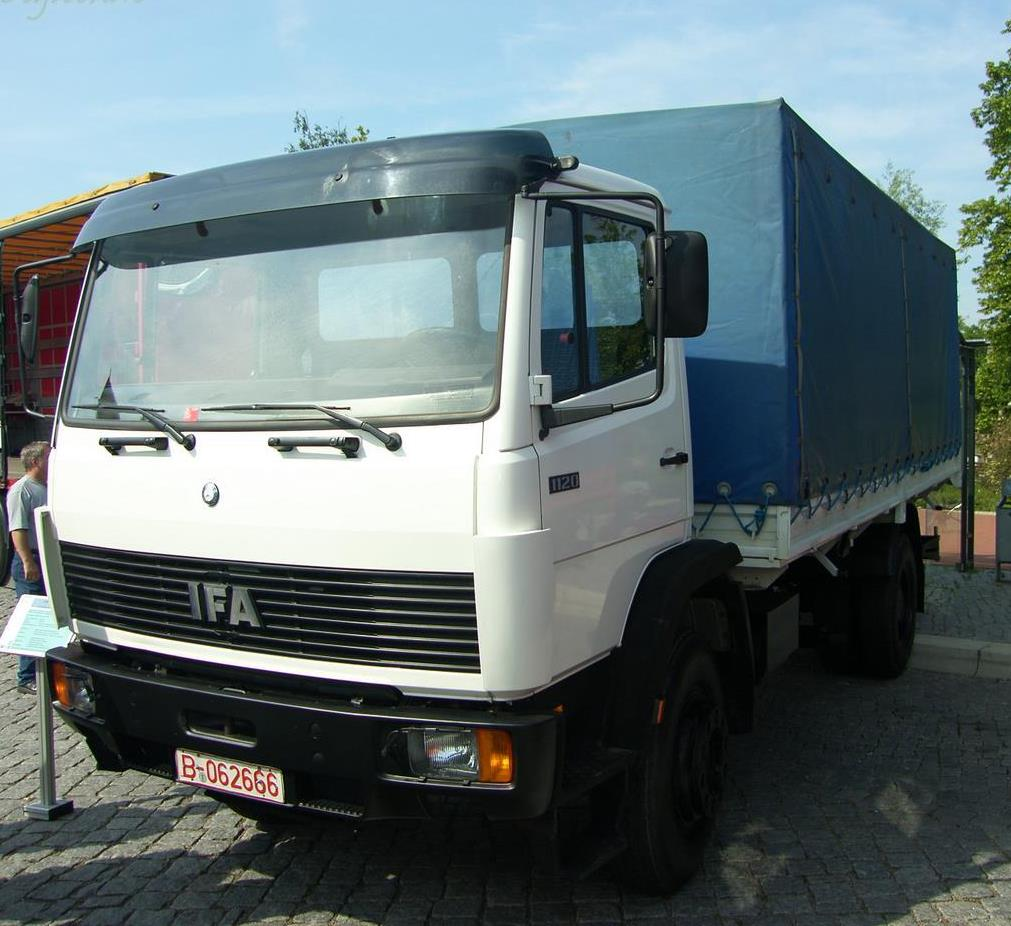
Az IFA 1318 is prototípus maradt

A berlini fal leomlását követően a céget a korábbi tulajdonos jogutódja, a Mercedes-Benz vásárolta vissza, és először stratégiai partnerséget kötött, ennek eredményeként felmerült, hogy egy új IFA teherautót gyártsanak a Mercedes LN2 típusa alapján. Ennek prototípusaként be is mutatták az IFA 1318 nevű könnyebb teherautót, mely az L60-as alvázával és motorjával készült, de aztán belátták, hogy Németország újraegyesítése után nincs értelme az elavult IFA teherautók technikáján alapuló járműveket gyártani, ezért végleg felhagytak a volt kelet-német márkákkal való járműgyártással. Az üzemben ezután a korszerű, eredeti Mercedes LN2 gyártása folyt. Később a Mercedes T2, Vario, Vaneo és Sprinter típusait gyártották itt.

## Fontosabb gyártmányai

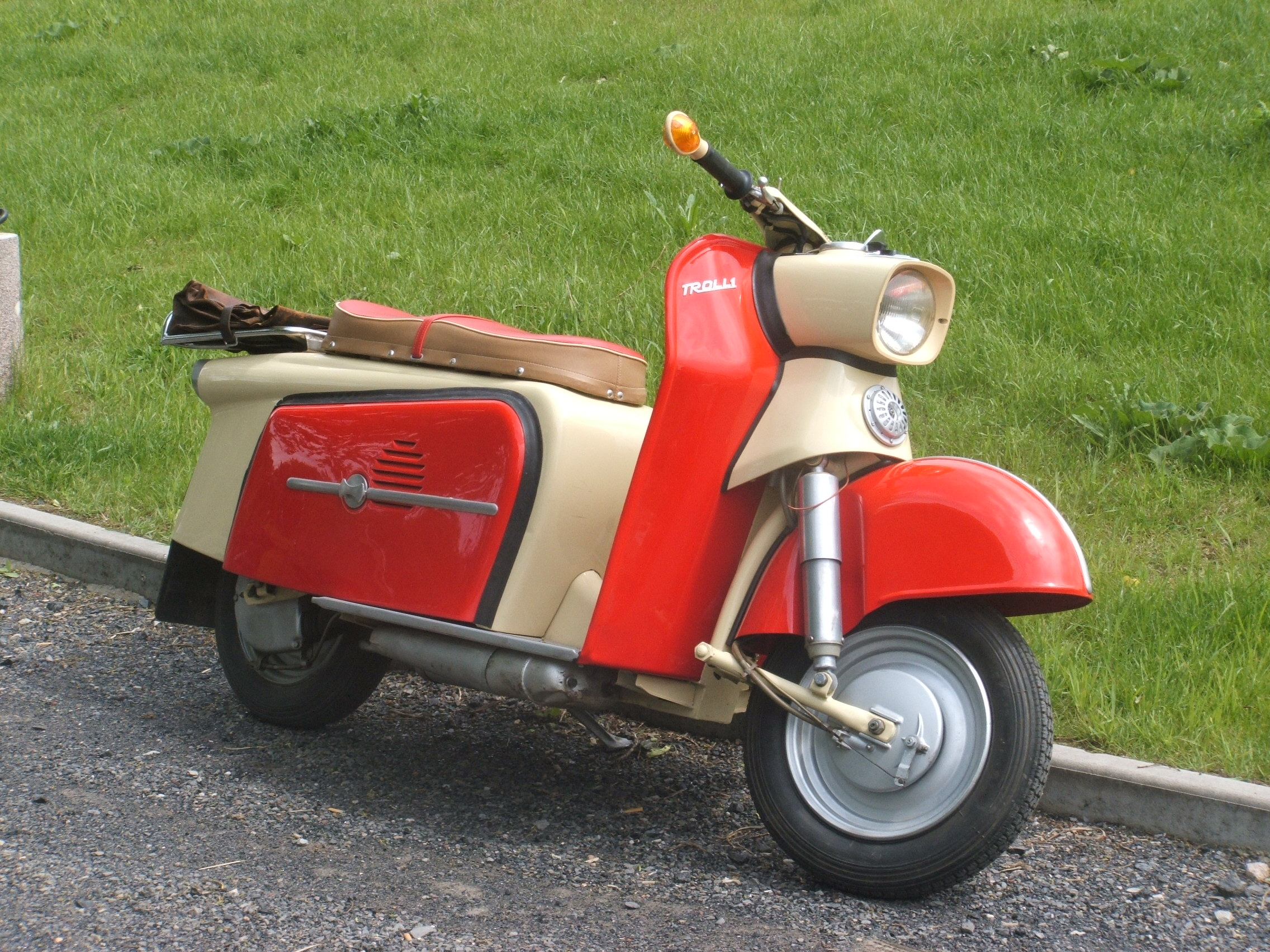
Az IWL utolsó robogómodellje, a TR 150 Troll1

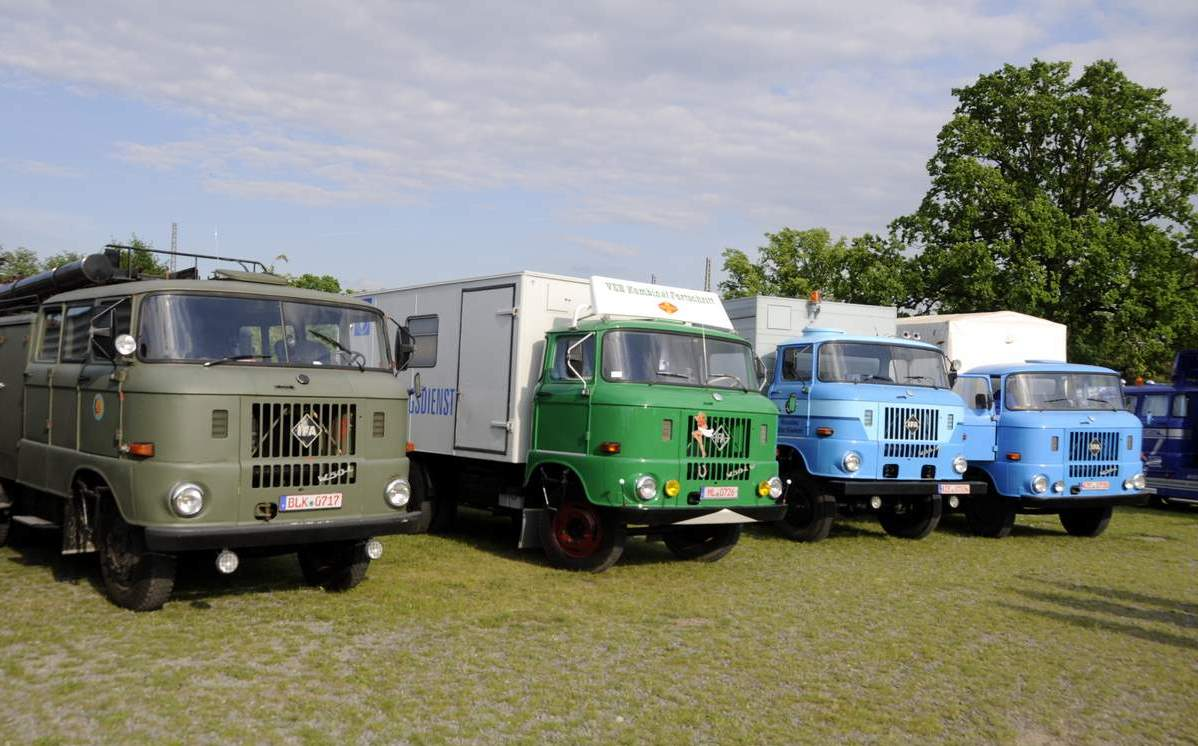
Az IFA W50-esek voltak talán a cég legismertebb termékei

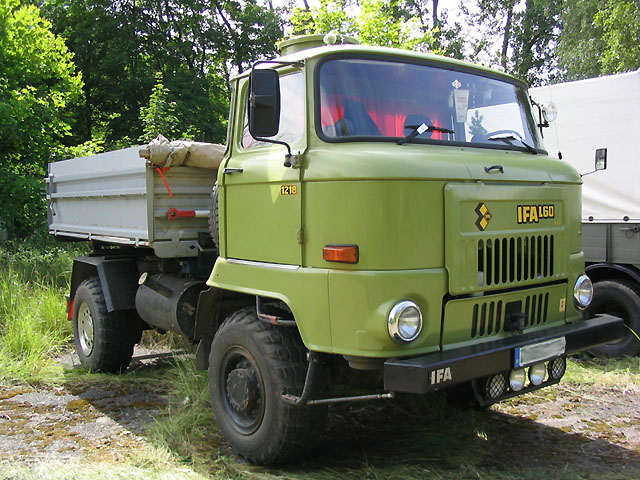
A 6 tonna teherbírású IFA L60 tehergépkocsi

### Repülőgépmotorok
- DB 600
- DB 601
- DB 603
- DB 605

### Gázturbinás sugárhajtóművek
- Pirna 014

### Robogók
- IWL Pitty
- SR 65 Wiesel
- SR 59 Berlin
- TR 150 Troll1

### Személyautók
- IFA F9

### Buszok
- IFA H6B

### Tehergépkocsik
- IFA W50L
- IFA L60

## Fordítás
- Ez a szócikk részben vagy egészben  az   Automobilwerke Ludwigsfelde című német Wikipédia-szócikk fordításán alapul.  Az eredeti cikk szerkesztőit annak laptörténete sorolja fel. Ez a jelzés csupán a megfogalmazás eredetét és a szerzői jogokat jelzi, nem szolgál a cikkben szereplő információk forrásmegjelöléseként.